# آلکساندرا کونیچنا
آلکساندرا کونیچنا (لهستانی: Aleksandra Konieczna؛ زادهٔ ۱۳ اکتبر ۱۹۶۵) بازیگر اهل لهستان است. وی در سال ۱۹۸۸ از آکادمی ملی هنرهای نمایشی الکساندر زلوروویچ در ورشو فارغ‌التحصیل شد.
از فیلم‌ها یا مجموعه‌های تلویزیونی که وی در آن‌ها نقش داشته‌است، می‌توان به عناصر ساشا – آتش، هیچ ردی باقی نگذار، بدن مسیح، کارناوال، زندگی برای زندگی: ماکسیمیلیان کلبه، لندنی‌ها، تشخیص، اوشیتسکا، قانون حقیقی، بلفر، در خیابان سپولنی و خانواده واپسین اشاره نمود.
او تاکنون دو مرتبه برندهٔ جایزهٔ فیلم لهستان شده‌است.